# Багреница
Багреница је била пурпурноцрквена владарска хаљина, инсигнија, односно ознака достојанства и власти.

## Значење
У старим српским изворима багреница се први пут спомиње у опису обреда владарске инвеституре у Житију Светог Саве од Теодосија . Описујући обред крунисања Стефана Првовенчаног у Жичи, Теодосије каже како је архиепископ Сава новог владара одмах после благослоба препасао и украсио багреницом и бисером. Горњи део владарске хаљине био је украшен широком огрлицом док је доња ивица порубљена златном тканином. На горњем делу рукава владар је носио наруквице. На српским средњовековним фрескама багренице се јављају од друге половине 13. века, по угледу на византијску царску иконографију. Преко свечане тканине, владар је носио лорос (у српским изворима помиње се као појас, а од 15. века као дијадема).